# 刘巍
刘巍（1960年4月—），汉族，中华人民共和国政治人物。

## 生平
担任中国核电工程有限公司总经理。2008年，当选第十一届全国政协委员，代表无党派人士，分入第十四组。2018年2月24日，当选为第十三届全国人大代表。